# Halowe Mistrzostwa Europy w Lekkoatletyce 1982 – bieg na 800 m mężczyzn
Bieg na 800 metrów mężczyzn – jedna z konkurencji biegowych rozgrywanych podczas halowych lekkoatletycznych mistrzostw Europy w Palasport di San Siro w Mediolanie. Eliminacje i półfinały zostały rozegrane 6 marca, a bieg finałowy 7 marca 1982. Zwyciężył reprezentant Hiszpanii Antonio Páez, który był już mistrzem na tym dystansie w 1979. Tytułu zdobytego na poprzednich mistrzostwach nie bronił Herbert Wursthorn z Republiki Federalnej Niemiec.

## Rezultaty

### Eliminacje
Rozegrano 3 biegi eliminacyjne, do których przystąpiło 16 biegaczy. Awans do półfinału dawało zajęcie jednego z pierwszych dwóch miejsc w swoim biegu (Q). Skład półfinałów uzupełniło sześciu zawodników z najlepszym czasem wśród przegranych (q).
Opracowano na podstawie materiału źródłowego.
Bieg 1
| Miejsce | Zawodnik         | Czas    | Uwagi |
| ------- | ---------------- | ------- | ----- |
| 1       | József Bereczki  | 1:50,81 | Q     |
| 2       | Thomas Wilking   | 1:50,93 | Q     |
| 3       | Roger Milhau     | 1:51,00 |       |
| 4       | Adorno Corradini | 1:51,85 |       |
| 5       | Jürg Gerber      | 1:51,91 |       |

Bieg 2
| Miejsce | Zawodnik           | Czas    | Uwagi |
| ------- | ------------------ | ------- | ----- |
| 1       | Klaus-Peter Nabein | 1:49,99 | Q     |
| 2       | Antonio Páez       | 1:49,99 | Q     |
| 3       | Arno Korneling     | 1:50,01 | q     |
| 4       | Michel Wijnsberghe | 1:50,61 | q     |
| 5       | Didier Le Guillou  | 1:50,95 | q     |
| 6       | Sermet Timurlenk   | 1:51,72 |       |

Bieg 3
| Miejsce | Zawodnik             | Czas    | Uwagi |
| ------- | -------------------- | ------- | ----- |
| 1       | Colomán Trabado      | 1:48,78 | Q     |
| 2       | Hans-Joachim Mogalle | 1:48,82 | Q     |
| 3       | Bruno Tabourin       | 1:48,92 | q     |
| 4       | Hans-Peter Ferner    | 1:48,98 | q     |
| 5       | Milovan Savić        | 1:49,04 | q     |

### Półfinały
Rozegrano 2 biegi półfinałowe, w których wystartowało 12 biegaczy. Awans do finału dawało zajęcie jednego z trzech pierwszych miejsc w swoim biegu (Q).
Opracowano na podstawie materiału źródłowego.
Bieg 1
| Miejsce | Zawodnik           | Czas    | Uwagi |
| ------- | ------------------ | ------- | ----- |
| 1       | Colomán Trabado    | 1:48,31 | Q     |
| 2       | Hans-Peter Ferner  | 1:48,50 | Q     |
| 3       | Klaus-Peter Nabein | 1:48,73 | Q     |
| 4       | Didier Le Guillou  | 1:48,75 |       |
| 5       | Milovan Savić      | 1:49,38 |       |
| –       | Michel Wijnsberghe | DNF     |       |

Bieg 2
| Miejsce | Zawodnik             | Czas    | Uwagi |
| ------- | -------------------- | ------- | ----- |
| 1       | Antonio Páez         | 1:48,69 | Q     |
| 2       | Arno Korneling       | 1:48,92 | Q     |
| 3       | Hans-Joachim Mogalle | 1:49,68 | Q     |
| 4       | Bruno Tabourin       | 1:49,95 |       |
| 5       | József Bereczki      | 1:49,96 |       |
| 6       | Thomas Wilking       | 1:50,52 |       |

### Finał
Opracowano na podstawie materiału źródłowego.
| Miejsce | Zawodnik             | Czas    |
| ------- | -------------------- | ------- |
| 1       | Antonio Páez         | 1:48,02 |
| 2       | Klaus-Peter Nabein   | 1:48,31 |
| 3       | Colomán Trabado      | 1:48,35 |
| 4       | Arno Korneling       | 1:48,46 |
| 5       | Hans-Joachim Mogalle | 1:49,64 |
| 6       | Hans-Peter Ferner    | 1:50,62 |